# Troglaphorura gladiator
Genre
Espèce
Troglaphorura gladiator, unique représentant du genre Troglaphorura, est une espèce de collemboles de la famille des Onychiuridae.

## Distribution
Cette espèce est endémique d'Abkhazie en Géorgie. Elle se rencontre dans la grotte Snezhnaya à 1 200 m de profondeur.

## Description
Le mâle mesure 1 176 µm et les femelles de 1 448 à 1 894 µm.

## Publication originale
- Vargovitsh, 2019 : Cave water walker: an extremely troglomorphic Troglaphorura gladiator gen. et sp. nov. (Collembola, Onychiuridae) from Snezhnaya Cave in the Caucasus. Zootaxa, no 4619(2), p. 267-284.